# Liste der kolumbianischen Botschafter in China
Die Regierung von Julio César Turbay Ayala nahm am 7. Februar 1980 diplomatische Beziehungen mit der Regierung von Hua Guofeng auf.

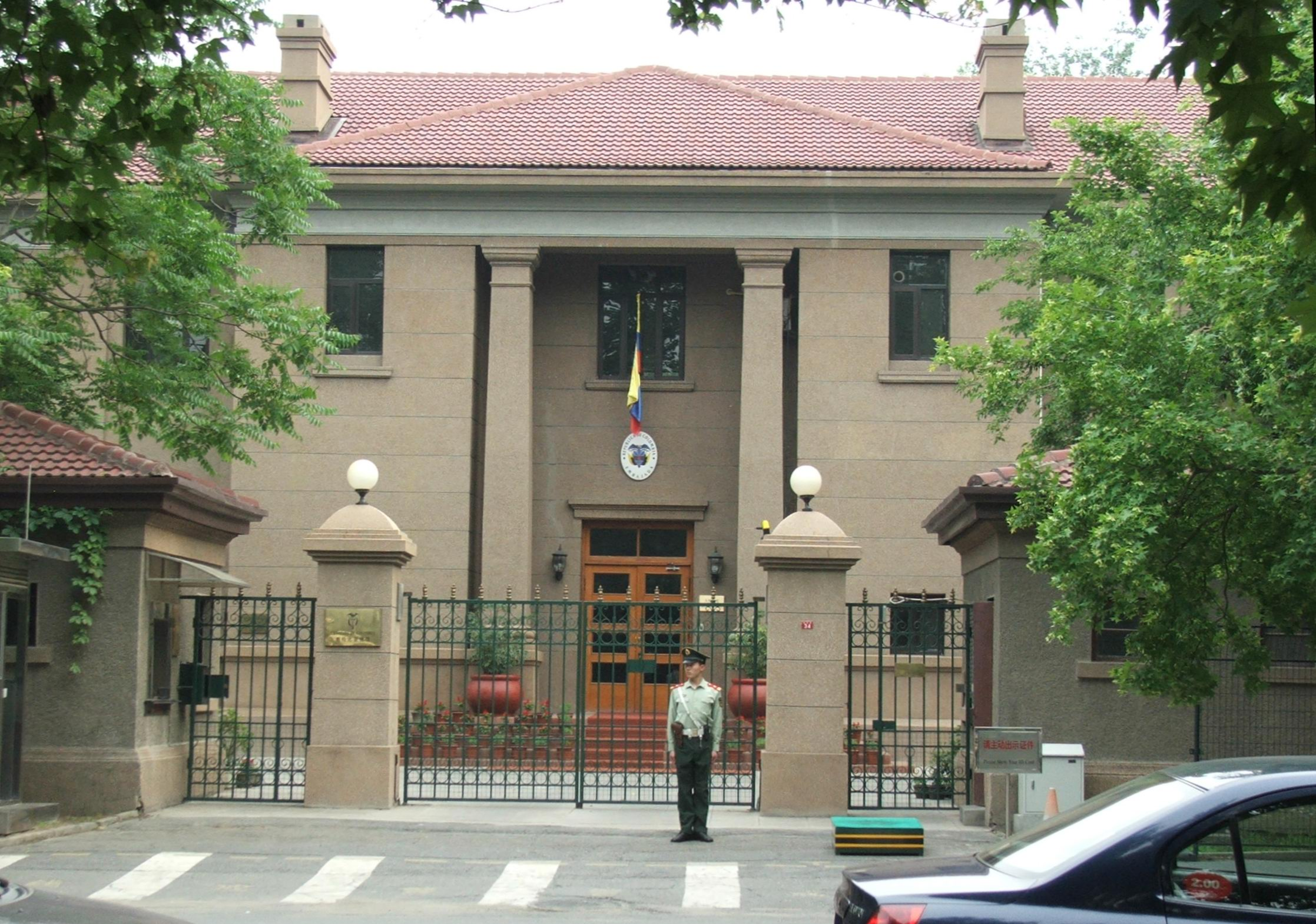
Die kolumbianische Botschaft befindet sich in 34 Guang Hua Lu Peking.

Der kolumbianische Botschafter in Peking ist regelmäßig auch bei der Regierung in Pjöngjang akkreditiert.
| Ernannt / Akkreditiert | Name                               | Bemerkungen                       | ernannt von                | akkreditiert bei | Posten verlassen |
| ---------------------- | ---------------------------------- | --------------------------------- | -------------------------- | ---------------- | ---------------- |
| 13. Okt. 1968          | Eduardo Restrepo del Corral        | (* 25. Dezember 1908 in Bogotá)   | Carlos Lleras Restrepo     | Chiang Kai-shek  |                  |
| 8. Juni 1971           | Carlos Holmes Trujillo             | Gesandter                         | Misael Pastrana Borrero    | Chiang Kai-shek  |                  |
| Feb. 1974              | Jorge Cervantes Pinzón             | († 26. April 1974)                | Alfonso López Michelsen    | Chiang Kai-shek  |                  |
| 26. Feb. 1974          | Hernando Ricardo Troncoso          | Geschäftsträger                   | Alfonso López Michelsen    | Chiang Kai-shek  | 26. Jan. 1979    |
| 27. Feb. 1981          | Julio Mario Santo Domingo Pumarejo |                                   | Julio César Turbay Ayala   | Ye Jianying      |                  |
| 18. März 1983          | Alfonso Gómez Gómez                |                                   | Belisario Betancur Cuartas | Li Xiannian      |                  |
| Jan. 1984              | Luis Villar Borda                  |                                   | Belisario Betancur Cuartas | Li Xiannian      | Mai 1988         |
| Nov. 1989              | José María Gómez Osorio            |                                   | Virgilio Barco Vargas      | Yang Shangkun    | Okt. 1990        |
| Juli 1991              | Federico Echavarría Olarte         |                                   | César Gaviria Trujillo     | Yang Shangkun    | März 1993        |
| Apr. 1992              | Guillermo Enrique Puyana Mutis     | Geschäftsträger (* 1938 in Pasto) | César Gaviria Trujillo     | Yang Shangkun    | Apr. 1993        |
| 4. Jan. 1993           | Álvaro Escallón Villa              |                                   | César Gaviria Trujillo     | Jiang Zemin      | Dez. 1997        |
| Jan. 1998              | Pablo Echavarría Toro              |                                   | Andrés Pastrana Arango     | Jiang Zemin      | Jan. 1999        |
| 5. Feb. 1999           | Rodrigo Querubín Londoño           |                                   | Andrés Pastrana Arango     | Jiang Zemin      |                  |
| Nov. 2001              | Tulio César García                 | Geschäftsträger                   | Andrés Pastrana Arango     | Jiang Zemin      | Jan. 2002        |
| 9. Feb. 2002           | Alfonso de Jesus Campo Soto        |                                   | Álvaro Uribe Vélez         | Jiang Zemin      | Apr. 2004        |
| 1. März 2002           | Tulio César García                 | Geschäftsträger                   | Álvaro Uribe Vélez         | Jiang Zemin      |                  |
| 25. Juni 2004          | Guillermo Ricardo Vélez            |                                   | Álvaro Uribe Vélez         | Hu Jintao        |                  |
| 11. Aug. 2011          | Carlos Ignacio Urrea Arbeláez      |                                   | Juan Manuel Santos         | Hu Jintao        |                  |